# Pete Crow-Armstrong
Pete Henry Crow-Armstrong (Sherman Oaks, California, 25 de marzo de 2002), más conocido como Pete Crow-Armstrong, es un jugador profesional estadounidense de béisbol que se desempeña en la posición de jardinero central en Chicago Cubs, equipo de las Grandes Ligas de Béisbol (MLB).

## Carrera
En 2023, Crow-Armstrong hizo su debut en la MLB con el equipo Chicago Cubs, donde lleva jugando dos temporadas.